# Piptochaetium hackelii
Piptochaetium hackelii är en gräsart som först beskrevs av José Arechavaleta, och fick sitt nu gällande namn av Parodi. Piptochaetium hackelii ingår i släktet Piptochaetium och familjen gräs. Inga underarter finns listade i Catalogue of Life.